# Diego Bautista Urbaneja (khu tự quản)
Diego Bautista Urbaneja là một khu tự quản thuộc bang Anzoátegui, Venezuela. Thủ phủ của khu tự quản Diego Bautista Urbaneja đóng tại Lecherias. Khự tự quản Diego Bautista Urbaneja có diện tích 12 km2, dân số theo điều tra dân số ngày 21 tháng 10 năm 2001 là 21200 người.